# Feira de Santana (tiểu vùng)
Feira de Santana là một tiểu vùng thuộc bang Bahia, Brasil. Tiều vùng này có diện tích 12603 km², dân số năm 2007 là 894136 người.